# 北小路俊子
北小路 俊子（きたこうじ としこ、? - 文明14年7月6日（1482年7月21日））は、室町時代の関白近衛政家の家女房。越前国の武士加治能登入道の娘。近衛家諸大夫北小路俊宣の養女となる。関白近衛尚通の生母。法号は等心院。

## 経歴
加治氏は越前国の武士で朝倉氏の一門とも家臣とも言われる。越前国にあった近衛家の荘園宇坂荘（現在の福井県福井市美山町付近）は朝倉氏が代官を務め、その下の荘官として加治氏も現れる（『雑事要録』）。また、近衛家の家司である大江姓北小路家は、同荘に下向して朝倉氏・加治氏ら現地荘官と年貢収納に携わっていた。その過程で加治氏の娘である俊子が北小路家の養女の身分で近衛家に仕えることとなって寵愛を受け、嫡男である尚通を生んだ。当時の公家社会では高い身分の娘と正式な婚儀が行われない限り、正式な妻である正室（「北の方」、摂関では「北政所」）が置かれることはなかった。このため、近衛政家のように生涯正室を持たない例は珍しくなく、「家女房」「局」などと呼ばれた女性が実質上の側室として子を生み、その子供が嫡男となる例もあった。文明11年2月30日に政家が関白宣下を受けると、同日に小規模な除目が行われ、女房に叙四品が与えられて俊子と名乗ったという記事が同日の『後法興院記』（政家の日記）にある。これは、既に政家の後継者を生んでいた俊子が関白側室として四品（従四位下）に叙位され、位記作成の際に養父である北小路俊宣の偏諱を受けて「俊子」と名づけられたものと考えられている。その4年後に病没して東山の墓所に葬られ、等心院の諡号が贈られた。
成人後の尚通の日記『後法成寺日記』には、俊子の実の兄弟とみられる加治左京亮をはじめとする加治氏一族との親交を示す記述が多く記されている。また、加治氏の主家にあたる朝倉氏が朝倉孝景の代に越前平定の過程で一条兼良や甘露寺親長らの有力公家領を奪いながら宇坂荘には手を出さなかった背景には、近衛尚通が「加治氏の一族」であったことが一因と考えられている。なお、系譜上は尚通の叔父にあたる俊宣の子北小路俊泰も永正18年（1521年）に従三位に叙せられている。